# Pont des Lanternes
Le pont des Lanternes (en russe : Фонарный мост, Fonarny most) est un pont de Saint-Pétersbourg qui enjambe la Moïka. 

## Histoire

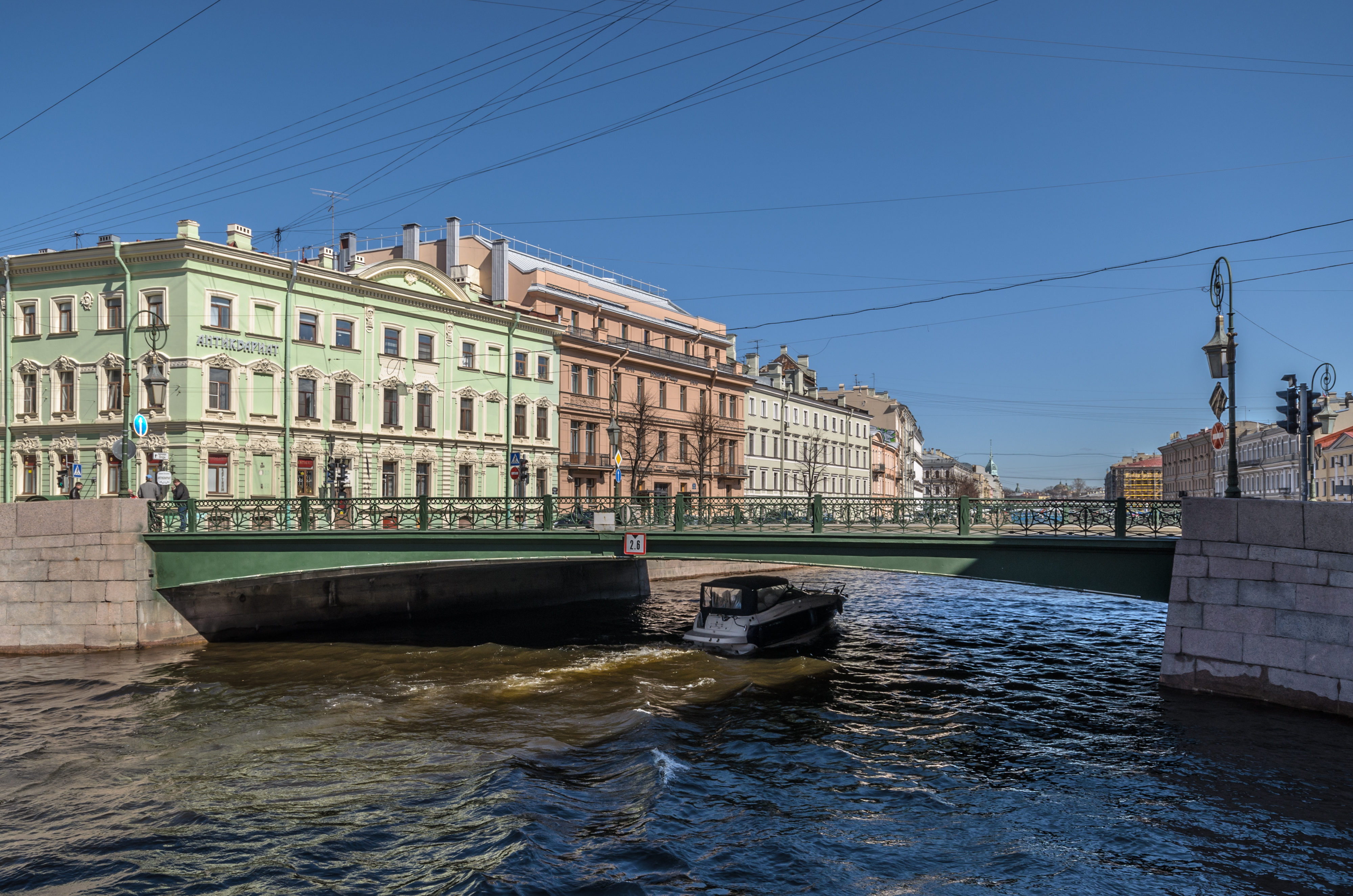
Vue du pont.

Le pont est célèbre pour ses réverbères en forme de clé de sol. Il mesure 33 m de long sur 22 m de large. Reconstruit plusieurs fois depuis la fin du XVIIIe siècle, lorsqu'il était en bois, il a été reconstruit en 1906 et en béton en 1973 par l'ingénieur L. Soboliev et l'architecte L. Noskov et restauré en 2003-2004.